# Chế độ chuyên quyền (despotism)
Chế độ chuyên quyền (tiếng Hy Lạp: Δεσποτισμός, despotismós) là một hình thức chính phủ trong đó một thực thể duy nhất cai trị với quyền lực tuyệt đối. Thông thường, thực thể đó là một cá nhân - một kẻ chuyên quyền - như trong một chế độ chuyên chế, nhưng các xã hội giới hạn sự tôn trọng và quyền lực đối với các nhóm cụ thể cũng được gọi là chuyên chế.
Thông thường, từ despot áp dụng một cách miệt thị cho những người sử dụng quyền lực và thẩm quyền của họ để đàn áp dân chúng, chủ thể hoặc cấp dưới của họ. Cụ thể hơn, thuật ngữ này thường áp dụng cho người đứng đầu nhà nước hoặc chính phủ. Theo nghĩa này, nó tương tự như các ý nghĩa sai lầm có liên quan đến các thuật ngữ bạo chúa và độc tài.

## Hy Lạp cổ đại và chế độ chuyên quyền phương Đông
Trong tất cả những người Hy Lạp cổ đại, Aristotle có lẽ là người thúc đẩy có ảnh hưởng nhất đối với khái niệm chế độ chuyên quyền phương Đông. Ông đã thông qua ý thức hệ này để học trò của mình, Alexander Đại đế, người đã chinh phục Đế chế Achaemenid, mà vào thời điểm đó đã được cai trị bởi các chuyên chế Darius III, vị vua cuối cùng của triều đại Achaemenid. Aristotle khẳng định rằng chế độ chuyên quyền phương Đông không dựa trên vũ lực, mà dựa trên sự đồng ý. Do đó, nỗi sợ hãi không thể nói là động lực của nó, mà là bản chất nô lệ của những kẻ nô lệ, sẽ nuôi sống sức mạnh của chủ nhân chuyên chế. Trong xã hội Hy Lạp cổ đại, mọi người đàn ông Hy Lạp đều tự do và có khả năng nắm giữ chức vụ; cả hai có thể cai trị và bị cai trị. Ngược lại, trong số những người man rợ, tất cả đều là nô lệ của tự nhiên. Một sự khác biệt khác mà Aristotle đặc biệt dựa trên khí hậu. Ông quan sát rằng các dân tộc của các nước lạnh, đặc biệt là châu Âu, tràn đầy tinh thần nhưng thiếu kỹ năng và trí thông minh, và các dân tộc châu Á, mặc dù có kỹ năng và trí thông minh, nhưng lại thiếu tinh thần và do đó bị bắt làm nô lệ. Sở hữu cả tinh thần và trí thông minh, người Hy Lạp được tự do cai trị tất cả các dân tộc khác.
Đối với nhà sử học Herodotus, đó là cách của Phương Đông bị những kẻ chuyên quyền cai trị, và mặc dù là người phương Đông, lỗi lầm của những kẻ đê tiện không rõ rệt hơn người thường, mặc dù có cơ hội lớn hơn nhiều cho sự nuông chiều. Câu chuyện về Croesus of Lydia minh họa điều này. Nó dẫn đến sự bành trướng của Alexandre vào châu Á, và hầu hết người Hy Lạp đã bị đẩy lùi bởi quan niệm phương Đông về một vị vua mặt trời và luật lệ thiêng liêng mà xã hội phương Đông chấp nhận. Ghi chép lịch sử của Herodotus ủng hộ một xã hội nơi đàn ông trở nên tự do khi họ đồng ý hợp pháp với hợp đồng xã hội của nhà nước thành phố tương ứng.
Edward Gibbon cho rằng việc các hoàng đế La Mã sử dụng ngày càng nhiều theo phong cách phương Đông là một yếu tố chính trong sự sụp đổ của Đế chế La Mã, đặc biệt là từ triều đại của Elagabalus: 
 Khi sự chú ý của hoàng đế mới bị chuyển hướng bởi những trò giải trí khó hiểu nhất, anh ta đã lãng phí nhiều tháng trong tiến trình xa xỉ từ Syria đến Ý, đến Nicomedia vào mùa đông đầu tiên sau chiến thắng, và hoãn lại cho đến mùa hè sau đó, chiến thắng của anh ta tiến vào thủ đô. Tuy nhiên, một bức tranh trung thành có trước khi anh ta đến và được đặt theo lệnh ngay lập tức của anh ta trên bàn thờ Chiến thắng trong nhà thượng viện, đã truyền đạt cho người La Mã sự giống nhau nhưng không xứng đáng với con người và cách cư xử của anh ta. Anh ta được vẽ trong những chiếc áo choàng bằng lụa và vàng sành điệu, sau thời trang trôi chảy của Medes và Phoenician; Đầu anh ta được bao phủ bởi một vương miện cao cả, vô số cổ áo và vòng đeo tay của anh ta được trang trí bằng đá quý có giá trị không thể đo đếm được. Lông mày anh ta nhuốm màu đen, và má anh ta được tô màu đỏ và trắng nhân tạo. Các thượng nghị sĩ nghiêm trang thú nhận với một tiếng thở dài, rằng, sau khi trải qua thời gian dài chuyên chế nghiêm khắc của chính những người đồng hương của họ, Rome đã không còn khiêm tốn dưới sự xa hoa của chế độ chuyên chế phương Đông. (Sự suy tàn và sụp đổ của đế chế La Mã, quyển 1, Chương 6) 